# Rejon siewski
Rejon siewski (ros. Севский район) – jednostka administracyjna wchodząca w skład Obwodu briańskiego w Rosji.
Centrum administracyjnym rejonu jest miasto Siewsk, a najważniejszą jego rzeką Siew. W granicach rejonu usytuowane są miejscowości (centra administracyjne wiejskich osiedli): Dobrowodje, Pozdniaszowka, Nowojamskoje, Podlesnyje Nowosiołki, Puszkino, Trojebortnoje, Zaulje.